# Cytherura taiwanica
Cytherura taiwanica is een mosselkreeftjessoort uit de familie van de Cytheruridae. De wetenschappelijke naam van de soort is voor het eerst geldig gepubliceerd in 1978 door Hu.